# Susan M. Boyer
Pour les articles homonymes, voir Boyer.
Susan M. Boyer, née le 12 février 1961 à Faith, en Caroline du Nord, aux États-Unis, est une femme de lettres américaine, auteure de roman policier.

## Biographie
Elle fait des études à l'université d'État de Caroline du Nord, au Catawba College (en) et au College of Charleston (en). Elle travaille ensuite dans les milieux de la programmation informatique, de l'analyse systémique et de la gestion de projet, avant de se consacrer uniquement à l'écriture à partir de 2004.
En 2012, elle publie son premier roman, Lowcountry Boil, pour lequel elle est lauréate du prix Agatha 2012 du meilleur premier roman. C'est le premier volume d'une série consacrée à Liz Talbot, une détective privée de Caroline du Sud

## Œuvre

### Romans

#### SérieLiz Talbot
- Lowcountry Boil (2012)
- Lowcountry Bombshell (2013)
- Lowcountry Boneyard (2014)
- Lowcountry Bordello (2015)

### Nouvelles
- Hogwash (2006)
- Everything Is Relative (2007)
- Search and Rescue (2007)
- Highlights and Hot Lead (2008)
- First Night in Purgatory (2008)
- Y’all Won’t Believe This (2008)
- Love Is a Verb (2009)
- Final Arrangements (2010)
- Hoping for the Best (2014)
- Mamma's Pimento Cheese (2015)

## Prix et distinctions

### Prix
- Prix Agatha 2012 du meilleur premier roman pour Lowcountry Boil[1]

### Nominations
- Prix Macavity 2013 du meilleur roman policier historique pour Lowcountry Boil[2]